# Vindaloo
Il Vindaloo (noto anche come Vindalho) è un tipo di curry, rinomata pietanza della cucina indiana. Introdotta originariamente a Goa dai portoghesi, diventò presto un apprezzato piatto di questo stato,  spesso servito nelle occasioni più importanti. Il nome deriverebbe da una salsa nota come vinha d'alho (salsa con vino e aglio), che fa tuttora parte della tradizione gastronomica dell'isola di Madera.

## Preparazione

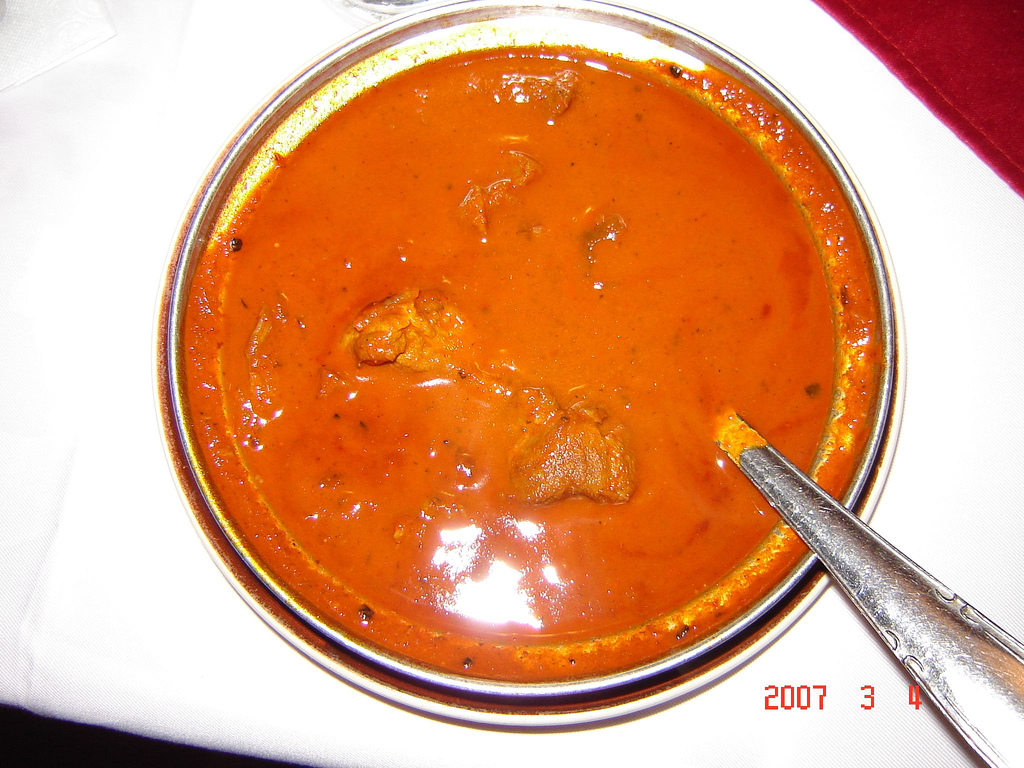
Un piatto di Vindaloo

Tradizionalmente si trattava di una pietanza a base di carne di maiale cucinata con molto aceto di vino e aglio; la originaria marinata portoghese fu modificata alla maniera indiana con l'aggiunta di molte spezie e chili. Nei ristoranti indiani di tutto il mondo, per motivi religiosi, spesso il maiale viene sostituito con altra carne, soprattutto pollo o agnello, a volte accompagnata da patate.  La ricetta originale non le prevede, ma l'equivoco risiede nel fatto che la parola "aloo" (आलू)) significa "patata" in lingua hindi.

## Nella cultura popolare

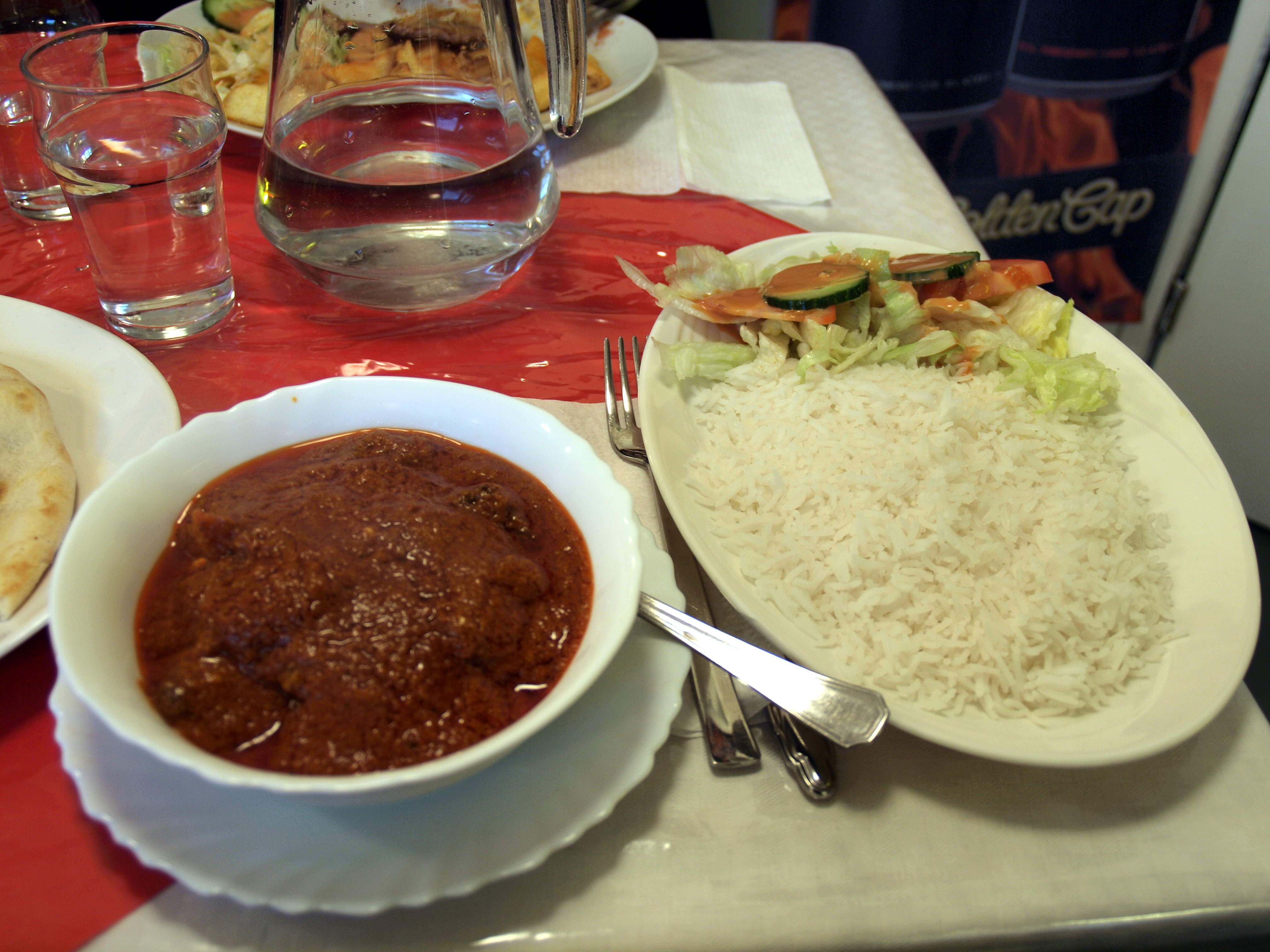
Vindaloo di agnello servito a Helsinki

Il piatto, molto apprezzato in Inghilterra, ispirò in questo paese un singolo registrato in occasione dei Mondiali di calcio Francia 1998 dai Fat Les.
Il gruppo progressive metal Dream Theater, nell'album dal vivo Live at the Marquee riportarono una jam session eseguita durante il concerto nell'omonimo club londinese ed intitolata Bombay Vindaloo, in onore del piatto tipico indiano. L'idea venne all'ex batterista del gruppo, Mike Portnoy, amante della cucina etnica.